# Said Errafiy
Said Errafiy, né le 23 avril 2006 à Marrakech (Maroc), est un footballeur marocain jouant au poste d'attaquant à l'Académie Mohammed VI.

## Biographie

### En club
En février 2023, il prend part au tournoi Mohammed VI  de la catégorie U19 en tant que gardien titulaire. Dans la phase de groupe, il est titularisé face à l'Olympique de Marseille et Rangers FC. Il parvient à éliminer le PSV Eindhoven en quarts de finale. L'Académie Mohammed VI est éliminé en demi-finale du tournoi après une séance de penaltys face à l'AS Génération Foot, vainqueurs du tournoi en finale face au Fath US,. Errafiy et l'Académie disputent le match de la troisième place face au RC Strasbourg (défaite, 0-1).

### En sélection
Errafiy est sélectionné par Saïd Chiba à l'occasion de la CAN des moins de 17 ans qui a lieu au printemps 2023 en Algérie,, dans un contexte de fortes tensions et incertitudes liées aux relations compliquées entre les deux voisins maghrébins,. Il est titularisé pour la première fois à l'occasion du match de poule contre la Zambie -17 ans (défaite, 2-1). Atteignant la finale contre le Sénégal -17 ans,, il est mis sur le banc dans cette dernière rencontre (défaite, 2-1),.

## Palmarès

### En sélection
- Maroc -17 ans
  - Coupe d'Afrique des nations
    -  Finaliste en 2023